# Ticonderoga (New York)
Ticonderoga è un comune (town) degli Stati Uniti d'America nella contea di Essex nello Stato di New York. La popolazione era di 5 042 persone al censimento del 2010. Il nome deriva dalla lingua mohawk tekontaró:ken, che significa "sta alla confluenza di due corsi d'acqua".
La città di Ticonderoga si trova all'angolo sud-est della contea e si trova a sud di Plattsburgh.

## Geografia fisica
Secondo lo United States Census Bureau, ha un'area totale di 88,5 miglia quadrate (229,1 km²).

## Storia
Nel XVII secolo l'area fu esplorata da alcuni esploratori francesi quali Samuel de Champlain.
La cittadina nacque sulla via diretta, utilizzando fiumi e due lunghi laghi, fra la città di New York a sud e l'insediamento francese di Montréal, a nord. Essa fu teatro di storiche battaglie e manovre durante le guerre franco-indiana e d'indipendenza americana.
Fort Ticonderoga, eretto dai francesi, che lo denominarono inizialmente Fort Carillon, segnava un'importante tappa per i trasporti fra i due laghi.
La città di Ticonderoga fu costituita nel 1804, prendendo una parte dal comune di Crown Point. Per la fine del XVIII secolo la cittadina si distingueva già per la sua produzione di derivati del legno quali carta e matite. La posizione dell'ex village Ticonderoga, all'estremità settentrionale del lago George, ne fece un porto importante.

## Società

### Evoluzione demografica
Secondo il censimento del 2010, c'erano 5,042 persone.

### Etnie e minoranze straniere
Secondo il censimento del 2010, la composizione etnica della città era formata dal 98,08% di bianchi, lo 0,46% di afroamericani, lo 0,31% di nativi americani, lo 0,27% di asiatici, lo 0,02% di oceanici, e lo 0,85% di due o più etnie. Ispanici o latinos erano lo 0,41% della popolazione.